# Algernon Lyons
Sir Algernon McLennan Lyons (30. srpna 1833 Sátárá, Britská Indie – 9. února 1908 Kilvrough Manor, Glamorgan, Anglie) byl britský admirál. U královského námořnictva sloužil od roku 1847 a vyznamenal se v krymské válce. Později postupoval v hodnostech a zastával velitelské posty u námořních základen v rámci britské koloniální říše. Svou kariéru završil jako první námořní pobočník královny Viktorie, v roce 1897 dosáhl nejvyšší možné hodnosti velkoadmirála (Admiral of the Fleet).

## Životopis

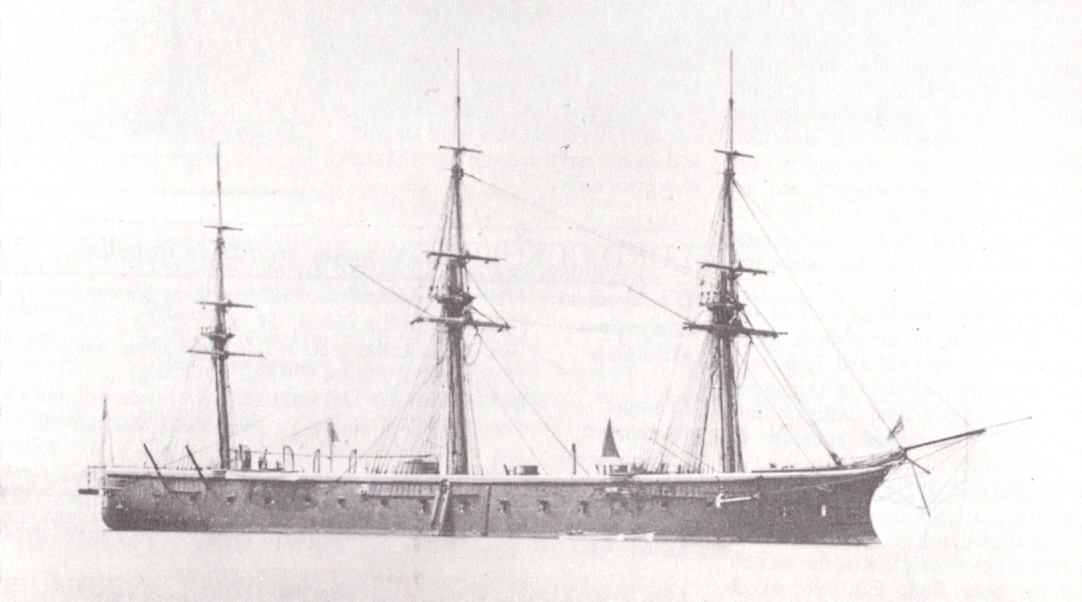
HMS Bellerophon, vlajková loď admirála Algernona Lyonse jako vrchniho velitele v severní Americe

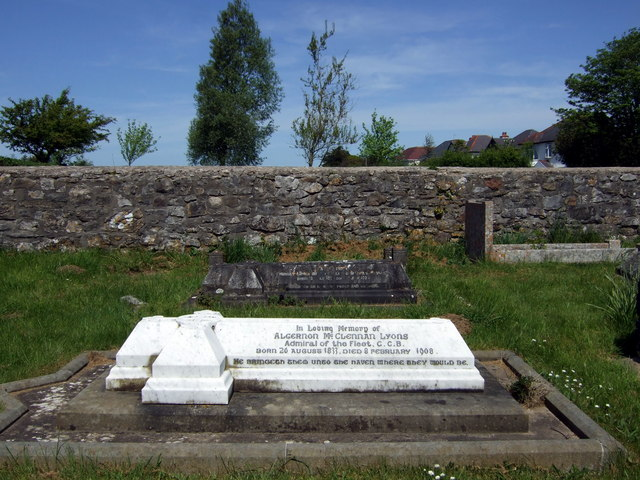
Hrob admirála Algernona Lyonse (Swansea)

Pocházel z rodiny, která v 18. století zbohatla díky vlastnictví cukrových plantáží v Karibiku. Narodil se jako druhý ze čtyř synů Humphreye Lyonse (1802–1873), generálporučíka britské armády v Indii. Studoval v Anglii a v roce 1847 vstoupil do námořnictva. Aktivní kariéru zahájil v Indickém oceánu a od roku 1853 sloužil na HMS Albion, vlajkové lodi svého strýce Edmunda Lyonse. V roce 1854 byl povýšen na poručíka, samostatnou aktivitou se vyznamenal za krymské války v deltě Dunaje a poté se zúčastnil obléhání Sevastopolu (zde zahynul jeho bratranec kapitán Edmund Lyons, syn admirála Edmunda Lyonse). V roce 1855 získal hodnost komandéra, později byl převelen k břehům severní Ameriky, během americké občanské války byl pověřen ochranou britských obchodních lodí a v roce 1862 byl povýšen na kapitána. Od roku 1867 sloužil v Tichomoří a v hodnosti komodora (1875) později velel na Jamajce.
V roce 1878 byl povýšen na kontradmirála, v této době velel lodi HMS Monarch u Středomořské flotily. V letech 1881–1884 byl vrchním velitelem v Tichém oceánu (Pacific Station) a v roce 1884 dosáhl hodnosti viceadmirála. Poté byl v letech 1886–1888 vrchním velitelem u břehů severní Ameriky a v Karibiku (North America and West Indies Station). V roce 1888 byl povýšen na admirála a jako nositel rytířského kříže Řádu lázně byl povýšen do šlechtického stavu s titulem Sir (1889). V letech 1893–1896 byl velitelem v Plymouthu a mezitím se v roce 1895 stal prvním námořním pobočníkem královny Viktorie. Z této funkce odešel v roce 1897, téhož roku dosáhl nejvyšší možnosti velkoadmirála (Admiral of the Fleet) a získal velkokříž Řádu lázně. V roce 1903 byl penzionován.
Jeho manželkou byla Louisa Penrice (1853–1935) dědička statků ve waleském hrabství Glamorgan, kde Algernon Lyons později zastával čestné funkce smírčího soudce a zástupce místodržitele (Deputy-Lietunenant). Z jejich manželství se narodily čtyři děti, nejstarší syn Thomas (1880–1918) působil v diplomacii a nejmladší Algernon Penrice-Lyons (1886–1969) sloužil u námořnictva. Rodovým sídlem byl Kilvrough Manor v hrabství Glamorgan, dědictví po rodu Penrice.
Jeho bratranec Richard Lyons, 1. vikomt Lyons (1817–1887) byl významným diplomatem a dlouholetým britským velvyslancem ve Francii (1867–1887).